# Acadèmia Israeliana de Ciències i Humanitats

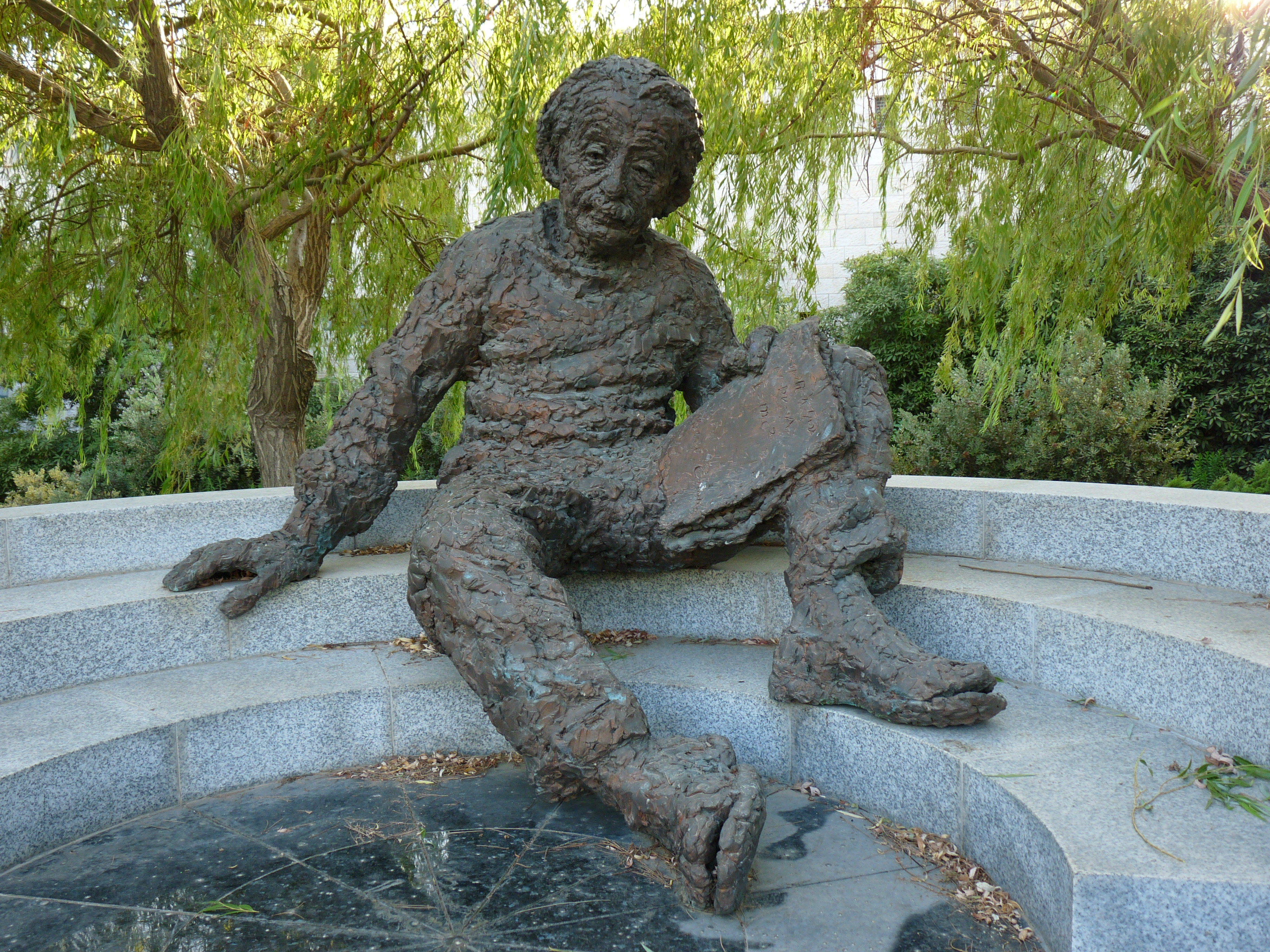
Llar de l'Acadèmia és al costat de la residència oficial del president d'Israel i el Consell d'Educació Superior a Israel a la Plaça Albert Einstein a Jerusalem.

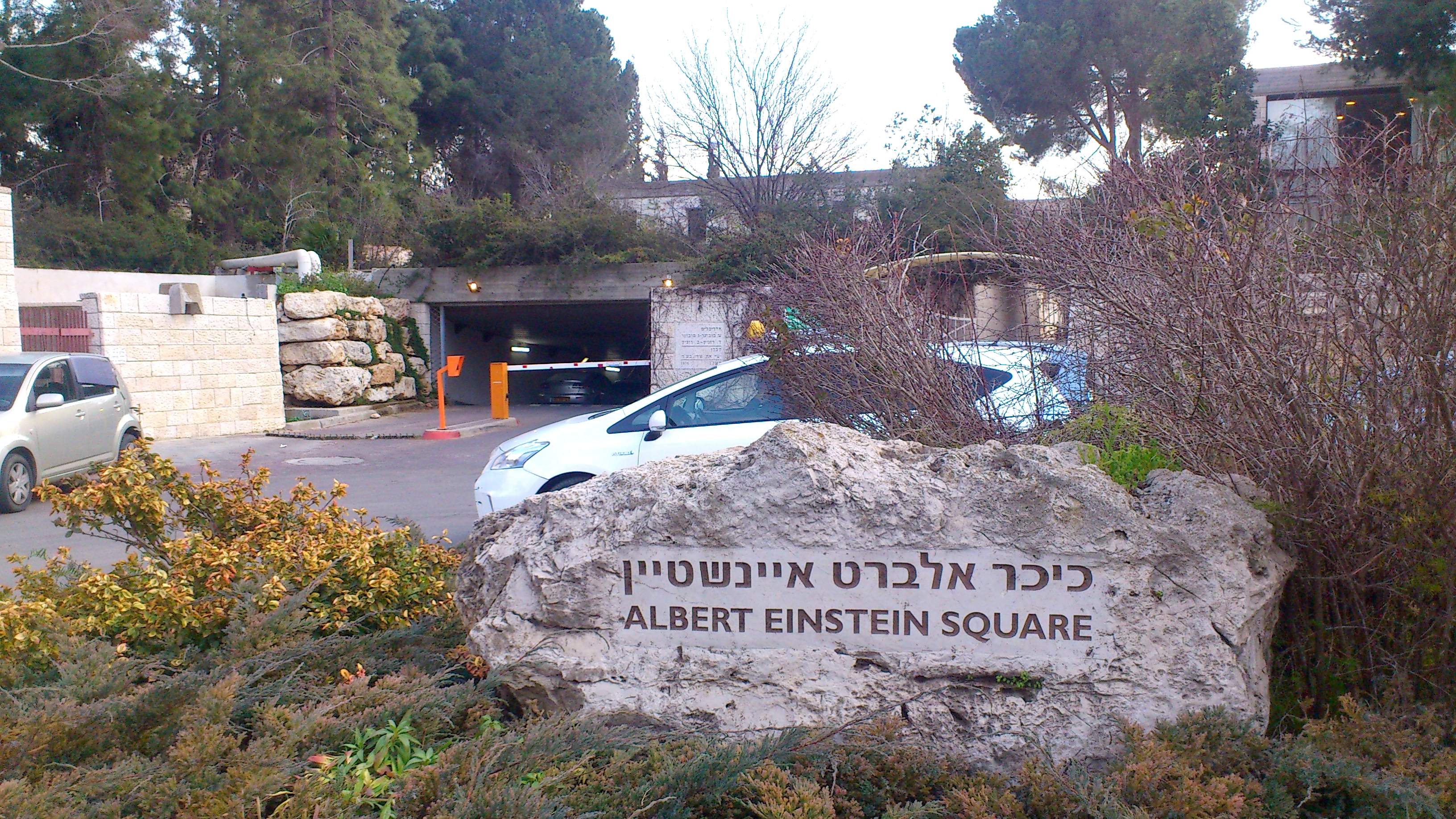

L'Acadèmia Israeliana de Ciències i Humanitats, amb seu a Jerusalem, va ser creada el 1961 per l'Estat d'Israel per afavorir el contacte entre els estudiosos de les ciències i les humanitats a Israel, per assessorar el govern en projectes d'investigació d'importància nacional, i promoure l'excel·lència. Es compon de 102 dels estudiosos més destacats d'Israel.
En les ciències, els fons de l'Acadèmia projectes sobre la geologia, la flora i la fauna d'Israel, i facilita la participació de científics israelians a la investigació en projectes internacionals, com la física d'alta energia del CERN) i la radiació sincrotró a la Instal·lació Europea de Radiació Sincrotró. Israel té la major concentració de científics i enginyers de tot el món.
En les humanitats, la investigació és finançada en l'estudi del Tanakh i el Talmud, la història jueva, la filosofia jueva, art jueu, i el llenguatge hebreu, així com la prosa i la poesia hebrea.
L'Acadèmia administra el fons "Beques Einstein", que fomenta les relacions entre els científics de tot el món i la comunitat israeliana acadèmic, el Fons de Ciència d'Israel, amb un pressupost anual de 53 milions de dòlars, i una sèrie de fons per a la investigació sobre la base de subvencions del Fons Adler d'Investigacions Espacials, la Fundació Wolf, i el Fons per a la Investigació Mèdica Fulks. L'Acadèmia també dirigeix el Centre Acadèmic d'Israel al Caire, que ajuda els acadèmics israelians amb la investigació d'Egipte i la cultura egípcia, i facilita la cooperació amb acadèmics egipcis.
L'Acadèmia té la condició d'observador a la Fundació Europea de la Ciència, i porta a terme programes d'intercanvi amb la British Royal Society, la British Academy, l'Acadèmia Sueca, i el National Research Council de Singapur.